# Lafakha
Lafakha is een bestuurslaag in het regentschap Simeulue van de provincie Atjeh, Indonesië. Lafakha telt 641 inwoners (volkstelling 2010).